# 4142 Dersu-Uzala
4142 Dersu-Uzala este un asteroid din centura principală, descoperit pe 28 mai 1981 de Zdeňka Vávrová.